# كاريكينات

البنية الكيميائية للكاريكينات

الكاريكينات هي مجموعة من منظمات نمو النبات الموجودة في دخان المواد النباتية المحترقة. تساعد الكاريكينات على تحفيز إنبات البذور وتطور النبات لأنها تحاكي هرمون الإشارة المعروف باسم الستريغولاكتون. والاستريغولاكتونات هي هرمونات تساعد على زيادة نمو الفطريات الجذرية الشجيرية التكافلية في التربة، مما يعزز نمو النبات ويؤدي إلى زيادة تفرع النبات.
عُرف تأثير الدخان الناتج عن حرائق الغابات منذ فترة طويلة بأنه يحفز إنبات البذور. وتبين في عام 2004 أن بوتنوليد الكاريكينوليد هي المسؤولة عن هذا التأثير. أكتُشفت بعد ذلك العديد من المركبات وثيقة الصلة بالدخان، وصارت تعرف مجتمعة باسم الكاريكينات.

## التحضير
يمكن تحضير الكاريكينات في المختبر عن طريق تسخين أو احتراق الكربوهيدرات مثل السكريات وعديدات السكاريد، وخاصة السليلوز. وعندما تحترق المواد النباتية تتحول هذه الكربوهيدرات إلى كاريكينات. ومن المحتمل أن يكون شق البيران في الكاريكينات مشتق مباشرة من سكر البيرانوز. لا يوجد دليل على أن الكاريكينات تنتج بشكل طبيعي في النباتات، ولكن يفترض أن الجزيئات الشبيهة بالكاريكينات تنتج بشكل طبيعي في النباتات.